# SMURF2
SMURF2 ist eine Ubiquitin-Protein-Ligasen, die SMAD-Proteine mit dem Protein Ubiquitin versieht.